# Вернер Краусс (літературознавець)
Вернер Краусс (нім. Werner Krauss, 7 червня 1900, Штутгарт — 28 серпня 1979, Берлін) — німецький літературознавець, професор романської філології, учасник антинацистської групи спротиву «Червона капела».
Упродовж 1940-х років був політичним активістом. 1943 року його було визнано винним у зраді та засуджено до страти. Завдяки втручанню колег на чолі з Гансом-Георгом Гадамером 1944 року смертний вирок було змінено, а Краусса засудили до п'ятирічного ув'язнення.

## Життєпис
Вернер Краусс був сином німецького архівіста та історика літератури Рудольфа Краусса та Оттілії Шюле. Навчався у штутгартській гімназії Ебенгарда-Людвігза, де захопився французькою літературою. Після завершення навчання, у червні 1918 року його призвали до армії артилеристом.
Після демобілізації, 1919 року, Краусс вивчав літературознавство в Університеті Людвіга-Максиміліана у Мюнхені під керівництвом Карла Фосслера, а також у Берлінському університеті, який згодом став називатися Гумбольдським університетом. Спеціалізувався на романській філології. Упродовж 1922—1926 років студіював іспаністику у Мадриді, де познайомився з багатьма митцями та анархістами, а також почав цікавитися марксизмом. Зі своїм вчителем, істориком Клаудіо-Санчесом Альборносом, потім підтримував зв'язок все життя. Після повернення до Німеччини він провів місяць в батьків, а потім вирушив продовжувати навчання у Мюнхені, де і познайомився з психологом Джоном Ріттмайстером.

### Початок академічної кар'єри
Під керівництвом Карла Фосслера написав у Мюнхені докторську дисертацію, присвячену повсякденному життю та літературі у середньовічній Іспанії (нім. Das tätige Leben und die Literatur im mittelarterlichen Spanien). У квітні 1931 року переїхав до Марбурга, де став асистентом професора Еріха Ауербаха на семінарі з романської філології у Марбурзькому університеті. Рік потому пройшов габілітацію з роботою «Розвиток буколиків у іспанській літературі» (нім. Über die ästhetische Glundlagen des spanischen Schäferromans), яку підготував під керівництвом Ауербаха, та отримав статус приват-доцента. 1933 року, коли Ауербаха було позбавлено права викладання в університеті, Краусс почав викладати замість нього. Два роки потому, коли Ауербах виїхав до Стамбула, Краусс мав стати професором, але йому завадив статус «політично неблагонадійного».

### Участь в антинацистському спротиві
11 листопада 1933 року в Лейпцизі відбулася церемонія на честь «Націонал-соціалістичної революції». Ще до неї багато представників університетського середовища були змушені підписати декларацію вірності Адольфу Гітлеру під назвою «З Адольфом Гітлером за честь, свободу та закон німецького народу» (нім. Mit Adolf Hitler für des deutschen Volkes Ehre, Freiheit und Recht!). Вернер Краусс, як і його вчитель та колега Еріх Ауербах, якого на той момент вже позбавили права викладання в університеті через те, що він був євреєм, були одними з 900 підписантів декларації. Перша робота Краусса була видана 1936 року під назвою «Корнель як політичний поет».
У серпні 1940 року Краусса призвали до армії, він служив у підрозділі перекладачів Вермахту в Берліні, хоча кілька разів його відправляли на лінію фронту. Він мав аналізувати іспанську пресу. Під час перебування у Берліні, завдяки психіатру Джону Ріттмайстеру, Краусс познайомився з активістом Гарро Шульце-Бойзеном, керівником одного з підрозділів «Червоної капели». Разом зі своєю подругою, студенткою Урсулою Гетце, Краусс розклеював листівки з критикою нацистської виставки «Радянський рай», яка проходила у травні-червні 1942 року в парку Люстгартен. 24 листопада 1942 року їх обох затримало Гестапо через зв'язок з «Червоною капелою». Під тортурами Урсула Гетце дала звинувачувальні свідчення проти Краусса та інших членів групи, але згодом від них відмовилася. Крауссу пощастило — через те що впродовж 1918—1919 років він служив у армії, його справу розглядав Національний військовий суд, а не суд СС. Тож хоча 18 січня 1943 року його визнали винним у зраді та засудили до страти, вирок вдалося змінити.
Від смерті Краусса врятувало втручання Ганса-Георга Гадамера, який 1943 року став професором у Лейпцигу. Він та колеги Краусса з Марбурзького університету подали клопотання, де ексцентрична поведінка Краусса пояснювалася наявністю в нього шизофренічних тенденцій. Там було також зазначено, що зачаття Краусса відбулося в той період, коли його батьки мало не розлучилися. Ще одним аргументом на користь «ексцентричності» Краусса стало те, що під час його перебування у Марбургу на його обличчі часто можна було побачити подряпини від гоління.
На процесі Краусс зіграв роль «божевільного професора», який брав участь в акціях Червоної Капели через кохання до жінки. Інші члени «групи Бойзена» дали свідчення на користь цієї версії. Його друзі та родина забезпечили підтримку видатних інтелектуалів того часу, зібравши листи Карла Фосслера, Ернста Роберта Курціуса та інших колег Краусса. Марбурзький університет надіслав офіційне прошення про помилування до міністерства освіти. Захисту також вдалося отримати свідчення доктора Кретшмера з Марбурзької психіатричної лікарні, якого поважали нацисти. Навіть не зустрівшись з Крауссом, він визнав його психічно хворим. Повторний розгляд справи розпочався 30 грудня 1943 року, а 14 вересня 1944 року смертний вирок замінили п'ятирічним терміном ув'язнення. Урсулу Гетце було страчено на гільйотині у жіночій тюрмі 5 серпня 1943 року.
Краусс провів двадцять місяців в очікуванні страти. Протягом ув'язнення у тюрмі Пльотцензее він листувався зі своїми колегами та близькими, а також писав працю про барокового поета Бальтасара Грасіана та сатиричний роман PLN, або «Пристрасті алкіонівської душі» (Die Passionen der halkyonischen Seele), головний герой якого дещо нагадував Гарро Шульце-Бойзена. Книжку було видано після війни, 1946 року, та перевидано 1983-го.
21 квітня 1945 року Краусса та інших ув'язнених тюрми Торгау змусили вирушити маршем на схід. Ймовірно, їх хотіли доправити до концтабору, але колону звільнили американські військові. Завдяки допомозі лікаря, Краусс дістався потягом до Карлових Варів, звідки його перевели до американського табору для військовополонених в Егері, на кордоні з Чехословаччиною. Його звільнили 16 червня 1945 року.

### Повоєнні роки
Після війни Краусс повернувся до Марбурга, де впродовж 1945-46 років обіймав посаду професора. 1945 року він заснував впливове щомісячне видання «Die Wandlung». Був членом комітету з денацифікації, який розглядав справи університетських викладачів, але його неприємно вразила поблажливість американської адміністрації до представників академічного середовища, які співпрацювали з нацистами. Коли збірку есеїв самого Краусса заборонили, а ЦРУ підготувало на нього рапорт, Краусс вирішив переїхати на схід. 1947 року він став професором романської філології на кафедрі історії та філології на філософському факультеті Лейпцизького університету, де на той час вже викладали Ернст Блох та германіст Ганс Майєр. Згодом Блох був змушений переїхати на Захід, а есеї самого Краусса почали піддавати цензурі. Кількох його студентів було заарештовано.
Невдовзі після війни Краусс вступив до Комуністичної партії. 19 лютого 1946 року його призначили представником партії у Консультативному регіональному комітеті, але 15 травня 1946 року він звільнився, залишивши свою посаду Джо Мігали. 1947 року Краусс став членом Соціалістичної єдиної партії Німеччини (Sozialistische Einheitspartei Deutschlands, SED).
1949 року Краусс став членом Саксонської академії наук (нім. Sächsische Akademie der Wissenschaften), а 1951 року обійняв посаду професора у Гумбольдському університеті у Берліні. Після 1945 року Краусс намагався переосмислити історію німецьких інтелектуалів, щоб віднайти «лібертаріанське підґрунтя німецької національної свідомості». На його думку, після 1848 року панівною стала бісмаркіанська концепція національності  — так звані «німецькі цінності» перетворилися на уособлення квазіромантичних виявів зверхності: «Kultur проти цивілізації, етика проти моральності, спільнота проти суспільства, народ (Volk) проти мас, розвиток особистості проти прав людини».
1955 року під егідою Німецької академії наук Краусс створив робочу групу з вивчення історії французького та німецького просвітництва. Цей період цікавив його і тоді, коли 1961 року він переїхав до Берліна. Вийшовши на пенсію 1965 року, Краусс продовжив писати та популяризувати переклади ключових праць з цієї теми.

## Опубліковані праці
Наукові праці
1. Literaturtheorie, Philosophie und Politik. Aufbau-Verlag, Berlin und Weimar 1984, 2. Aufl. 1987
2. Cervantes und seine Zeit. Hrsg. Werner Bahner. de Gruyter, Berlin 1990
3. Spanische, italienische und französische Literatur im Zeitalter des Absolutismus. de Gruyter, 1997
4. Essays zur spanischen und französischen Literatur- und Ideologiegeschichte der Moderne. de Gruyter, 1997
5. Aufklärung 1: Frankreich 1. Hrsg. Winfried Schröder. Aufbau, Berlin / Weimar 1991, ISBN 3-351-01718-9
6. Aufklärung 2: Frankreich 2. Aufbau, Berlin / Weimar 1987, ISBN 3-351-00583-0
7. Aufklärung 3: Deutschland und Spanien. Hrsg. Martin Fontius. de Gruyter, Berlin 1996
8. Sprachwissenschaft und Wortgeschichte. de Gruyter, 1997

Інші видання
- Graciáns Lebenslehre. Klostermann, Frankfurt 1947, 2. Auflage: ebd. 2000 (Krauss schrieb dieses Buch über den spanischen Moralisten Gracián in der Todeszelle des Zuchthauses Plötzensee)
- Fontenelle und die Aufklärung. Wilhelm Fink, München 1969
- Die Aufklärung in Spanien, Portugal und Lateinamerika. ebd. 1973
- Literaturgeschichte als geschichtlicher Auftrag. Argument, Berlin 1979
- Hans Kortum, Christa Gohrisch (Hrsg.): Zur Anthropologie des 18. Jahrhunderts. Die Frühgeschichte der Menschheit im Blickpunkt der Aufklärung. Hanser, München 1979; TB: Ullstein, Frankfurt 1987
- Die Innenseite der Weltgeschichte. Ausgewählte Essays über Sprache & Literatur. Reclam, Leipzig 1983
- Manfred Naumann (Hrsg.): Vor gefallenem Vorhang. Aufzeichnungen eines Kronzeugen des Jahrhunderts. Fischer-TB, Frankfurt 1995
- Elisabeth Fillmann, Karlheinz Barck (Hrsg.): Die nabellose Welt. Mit drei Visionen von Nuria Quevedo. Basisdruck, Berlin 2001
- Peter Jehle, Peter-Volker Springborn (Hrsg.): Ein Romanist im Widerstand. Briefe an die Familie und andere Dokumente. Weidler, Berlin 2004
- PLN. Die Passionen der halykonischen Seele. Roman. Rütten und Loening, Berlin 1980 / Klostermann, Frankfurt 1983 (zuerst 1946)
- Elisabeth Fillmann, Peter Jehle, Peter-Volker Springborn (Hrsg.): Werner Krauss. Briefe 1922–1976. Klostermann, Frankfurt 2002 (GoogleBooks).
- Grundprobleme der Literaturwissenschaft. Rowohlt, Reinbek 1968